# Colt Model 1895
Colt Model 1895 je često znana kao „Potato Digger“. Jedan od John Browningovog dizajna proizvedenog u Coltovoj tvornici u SAD-u je imala tešku, punu cijev montiranu iznad kutije s municijom. Strojnica je prodana američkoj vojsci i izvezena u Ujedinjeno Kraljevstvo, Španjolsku, Italiju i Rusiju.